# Grundbegriff
Das Wort Grundbegriff wird mit mindestens zwei verschiedenen Bedeutungen verwendet: Die erste, umgangssprachliche allgemeine Bedeutung steht für einen inhaltlich grundlegenden Begriff. Die zweite, wissenschaftstheoretische Bedeutung bezeichnet formal einen undefinierten oder undefinierbaren Begriff einer Theorie, Wissenschaft etc., also ein Begriff innerhalb der Theorie oder Wissenschaft, der nicht mit Begriffen der Wissenschaft selbst definiert wird oder definiert werden kann.

## Der Grundbegriff in der umgangssprachlichen Bedeutung
Ein Grundbegriff ist ein grundsätzlicher Begriff; ein grundlegender, fundamentaler Sinngehalt oder eine einfachste, wesentliche Vorstellung, eine Auffassung von etwas, auf der weiter aufgebaut werden kann, eine elementare Voraussetzung.
Im Gegensatz zum Grundbegriff im Sinne der Wissenschaftstheorie geht es nicht (primär) um Undefiniertheit oder Undefinierbarkeit, sondern insbesondere um einen einfachen, grundlegenden Begriff eines Gebietes, (der definiert sein kann oder nicht).
- Beispiel: In den nächsten Wochen werde ich Sie mit den Grundbegriffen der Chemie vertraut machen.[5]
- Beispiel: Emanation ist ein „Grundbegriff des Neuplatonismus“.[6]

## Der Grundbegriff im Sinne der Wissenschaftstheorie
Ein Grundbegriff (auch: Elementar- oder Basisbegriff) im Sinne der Wissenschaftstheorie ist ein Begriff, der zur Definition von abgeleiteten Begriffen benutzt wird. Grundbegriffe sind die Grundlage oder die Basis hierarchischer Begriffssysteme, durch die der begriffliche Bestand einer Disziplin oder allgemeiner eines Kenntnisgebietes bereitgestellt wird. Grundbegriffe, die zum Aufbau einer Grundlagendisziplin dienen, sind undefinierte Grundbegriffe. Grundbegriffe von Disziplinen, die selbst keine Grundlagendisziplinen sind, können mit Hilfe von Grundbegriffen grundlegenderer Disziplinen oder gar mit Hilfe von undefinierten Grundbegriffen abgeleitet werden. Die undefinierten Grundbegriffe einer Disziplin sind miteinander durch ganzheitliche Begriffssysteme verbunden.
Grundbegriffe der Disziplin der Schneiderei sind etwa Nadel, Faden, Schere oder Tuch. Diese sind ableitbar aus anderen Disziplinen der Metallverarbeitung oder der Textilherstellung. Typische undefinierte Grundbegriffe der Grundlagendisziplin der Physik sind etwa Raum, Zeit und Masse.
Grundbegriffe für alle Erkenntnisse überhaupt sind von Aristoteles und später von Kant angegeben und als Kategorien bezeichnet worden. In der Mathematik werden die undefinierten Grundbegriffe auch als axiomatische Grundbegriffe bezeichnet, weil sie zum Aufbau der mathematischen Axiomensysteme dienen. Nach dem Vorbild der Mathematik haben auch andere Disziplinen – wie etwa die Physik – versucht, ihr Wissensgebiet zu axiomatisieren und axiomatische Grundbegriffe einzuführen. Generell spricht man heute in der Wissenschaftstheorie von undefinierten Grundbegriffen, durch die die Begriffssysteme etwa der Grundlagenwissenschaften der Physik, der Religionswissenschaft, der Ethik, der Psychologie, der Rechtswissenschaft, der Volkswirtschaftslehre oder der Soziologie aufgebaut werden.
Es gibt in jedem begrifflichen System (Theorie, Wissenschaft) Grundbegriffe. Das heißt aber nicht, dass es absolute Grundbegriffe gibt, d. h. Begriffe, die in jedem System Grundbegriff sein müssen. Die Eigenschaft, Grundbegriff zu sein, ist also nur relativ je zu einem Begriffssystem. So ist „Punkt“ ein Grundbegriff der synthetischen Geometrie, nicht jedoch der analytischen Geometrie.
In der modernen Wissenschaftstheorie sind in einem formalen Sinn Grundbegriffe elementare Begriffe, die in einer Wissenschaft, Theorie etc. selbst nicht definiert werden. In einem anderen materialen Sinn versteht man unter Grundbegriffen nicht definierbare Begriffe. Die Behauptung einer Undefinierbarkeit ist etwas anderes als die Praxis, einen Begriff nicht zu definieren.
Insbesondere in der Mathematik ist umstritten, ob Grundbegriffe „in einem axiomatischen System erschöpfend durch ihre Beziehungen zu den anderen Begriffen dargestellt“ werden – so Hilbert – oder nicht – so Gottlob Frege und Gödel.
In einer strengen Wissenschaftssprache gilt für Nominaldefinitionen die Regel, dass jeder verwendete Ausdruck entweder definiert wird oder ein nicht definierter Grundbegriff sein soll. Nach einem verbreiteten Wissenschaftsverständnis verlangt man in nicht axiomatisierten Wissenschaften von einem undefinierten Grundbegriff eine Selbstverständlichkeit (Evidenz) und/oder eine Art Intuition.